# Стефан Гечов
Стефан Гечов (буг. Михаил Костадинов Гечов, алб. Shtjefën Gjeçov или Mëhill Kostandin Gjeçi-Kryeziu) (12. јул 1874. - 14. октобар 1929) био је албански католички свештеник, етнограф, археолог, мисионар и писац.

## Биографија
Стефан Гечов рођен је 12. јула 1874. у Јањеву, у тадашњем Османском царству. Поријеклом је из села Кријези, на сјеверу Албаније. Образовао се код фрањеваца у Дервенти и Бања Луци.
Сакупљао је оралну литературу, фолклор, археолошке ископине, традиције и законе албанских племена. Успио је да сакупи и запише Канон Леке Дукађинија, скуп средњевјековних закона племена на сјеверу Албаније, који је објављен 1933, четири године након његове смрти.
Убијен је 14. октобра 1929. у Ђаковици, од стране жандармерије. Сахрањен је у селу   
Карашинђерђ, недалеко од Зјум Хаса. Његов гроб је мјесто ходочашћа. Неколико школа на Косову и Метохији носи његово име, укључујући једна школа у његовом родном крају Јањеву.